# Saturn Aura
Saturn Aura (амер. англ. [ˈsætɜːrn ˈɔːrə]) — легковой автомобиль D-класса, разработанный General Motors для североамериканского рынка. Заменил Saturn L300, представлявший не очень удачную линейку L-Series. Производился подразделением GM Saturn.
Aura проектировалась в достаточно сложных условиях финансовых затруднений материнского концерна: ещё в 2005 году GM объявила об убытках в размере 10,6 млрд долларов. Покупатели отдавали предпочтение импортируемым из Европы автомобилям, и, желая переломить ситуацию, компания изменила стратегию развития. Так, в рамках диверсификации неэффективного бренда «Saturn» он должен был представить новые модели в «европейском» стиле и тем самым получить возможность конкурировать с импортом, а также расширить производственную гамму. Соответственно, на первопроходца Aura возлагались определённые надежды.
В отличие от L-Series, Aura была доступна только в версии седан и собиралась на заводе Fairfax Assembly в Канзас-Сити. Производство автомобиля остановлено в октябре 2009 года, как следствие срыва сделки по продаже бренда «Saturn» компании Penske Corporation и начала ликвидации марки.

## История
В январе 2005 года на Детройтском автосалоне Saturn показала свой концепт-кар AURA, привлёкший широкое внимание публики. Он был одним из представителем нового направления дизайна марки, которое приблизилось к европейскому стилю, реагируя на изменившиеся запросы покупателей.
Изначально компания намеревалась назвать будущий серийный автомобиль иначе. Однако на волне интереса и положительных отзывов о концепте было принято решение закрепить успех. В августе 2005 года глава Saturn Джилл Лайдзяк подтвердила, что новая модель встанет на конвейер под тем же именем Aura. Предсерийная версия была показана в апреле 2006 года на Нью-Йоркском автосалоне, а продажи стартовали летом того же года.
Автомобиль базировался на удлинённой версии платформы GM Epsilon, разделив её с универсалом Opel Vectra. Эта соплатформенность и заметное внешнее сходство Saturn Aura и Vectra C породили ошибочное мнение о их тождественности.
После ликвидации подразделения Saturn выяснилось, что в планы концерна входил выпуск второго поколения Aura, уже на базе Opel Insignia. Из-за упразднения родительской марки оно было выпущено как Buick Regal пятого поколения.

## Модификации

### Aura XE

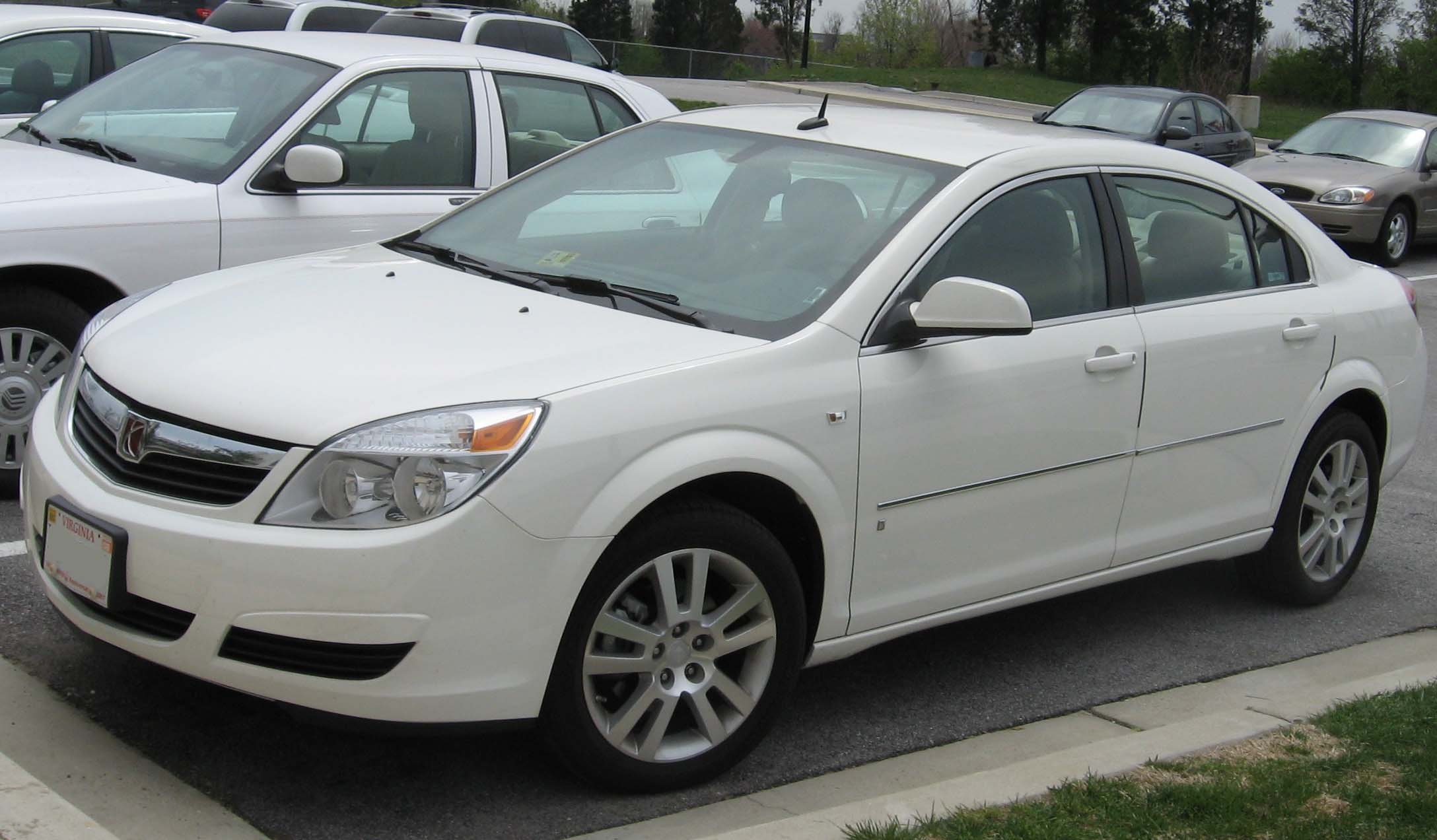
Saturn Aura XE, 2007

Aura XE — базовая версия, оснащавшаяся 3,5-литровым V-образным шестицилиндровым двигателем с технологией изменяемых фаз газораспределения (VVT), скомпонованным с четырёхступенчатой автоматической коробкой передач (АКП) GM 4T45-E. Такой двигатель выдавал 224 л. с. (165 кВт) и 298 Н·м крутящего момента. В стандартную комплектацию, среди прочего, входили противобуксовочная система, шесть подушек безопасности, автокорректор фар, CD-магнитола с AUX-выходом, 17-дюймовые легкосплавные диски. Настройки подвески были несколько мягче, чем на XR, но на управляемости это практически не сказалось.
Появившаяся в апреле 2007 года модификация Aura XE Special Edition включала в себя расширенный пакет оборудования, возможность выбора цветов кожи от старшей модификации XR — Black и Marocco Brown, а также новые 18-дюймовые легкосплавные диски. В 2008 году стал доступен для заказа 2,4-литровый рядный 4-цилиндровый 169-сильный силовой агрегат в сочетании с 4-ступенчатой АКП 4T45-E. С 2009 модельного года автомобиль стал комплектоваться новой шестиступенчатой автоматической трансмиссией 6T40 с возможностью ручного переключения передач подрулевыми лепестками, что несколько улучшило характеристики модели и понизило расход топлива по трассе до 7,1 л/100 км (в 2008—2009 годах он составлял 7,8 л/100 км).

### Aura XR

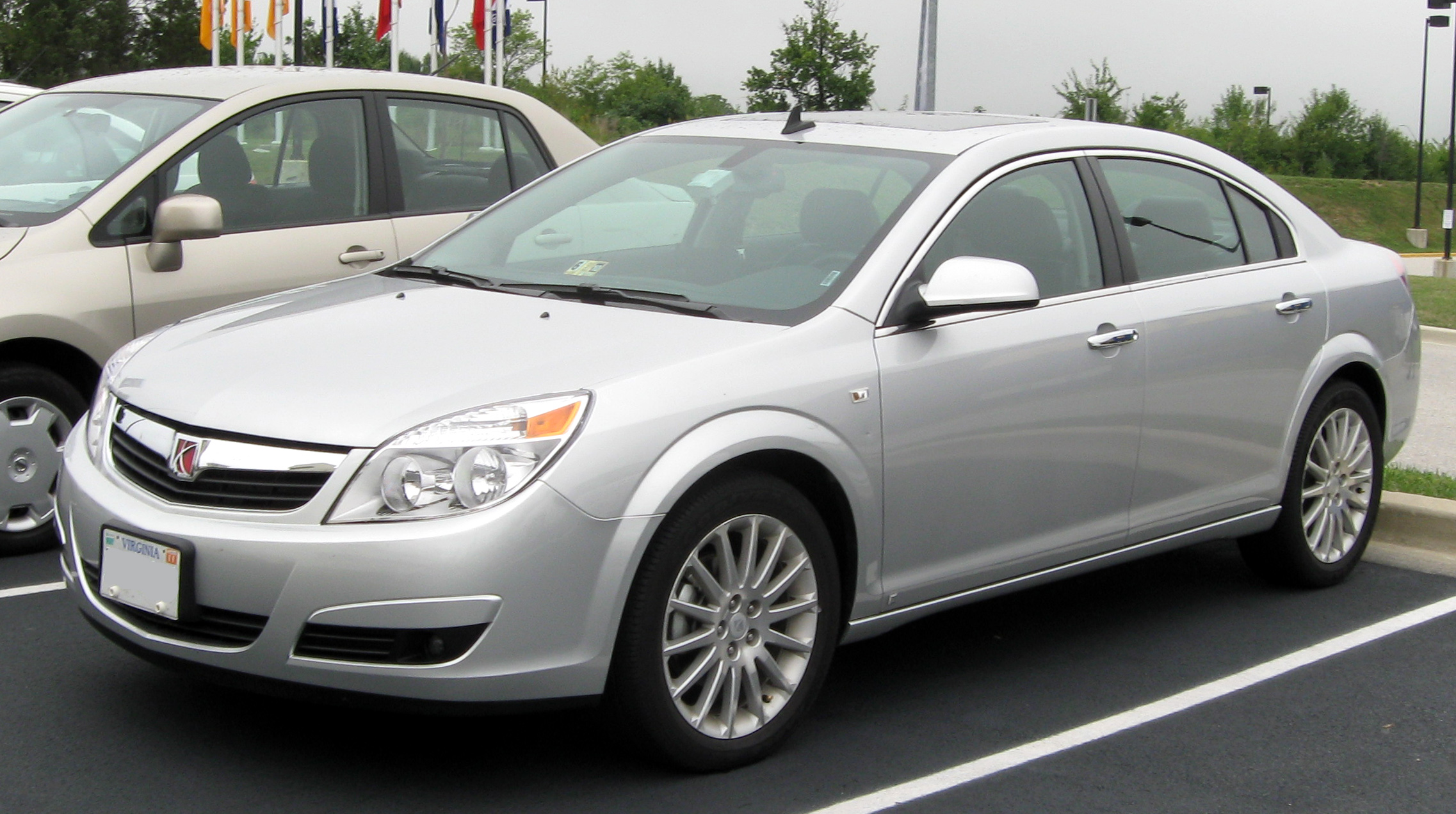
Saturn Aura XR, 2009

Индексом XR обозначалась версия в максимальной комплектации. Она же позиционировалась как более динамичная, жёсткость её подвески была немного увеличена в угоду управляемости. Оснащалась 3,6-литровым двигателем V6 с технологией VVT, выдававшим 252 л. с. (185 кВт) при 6400 оборотах в минуту и 340 Н·м крутящего момента при 3200 об / мин. Впервые этот двигатель был использован в Cadillac CTS, применялся также на Cadillac STS и других североамериканских моделях General Motors. На Aura впервые применили автоматическую трансмиссию Hydra-Matic 6T70 с опцией TAPshift, позволявшую вручную переключать передачи при помощи подрулевых лепестков.
Салон, тканевый в базовом варианте, по желанию покупателя мог отделываться коричневой или серой кожей, также в версии XR были доступны особые цвета Black и Marocco Brown. В стандартном варианте исполнения присутствовали шесть подушек безопасности, ABS, система контроля устойчивости Stabilitrak, автоматический климат-контроль, расширенный аудиопакет (MP3 и CD-чейнджер на 6 дисков), обогрев сидений, 18-дюймовые легкосплавные диски и хромированные наружные ручки дверей. Усилитель руля ставился электрический, в то время как обеспечивающий более линейную и качественную обратную связь гидроусилитель руля был доступен только для комплектаций с двигателями V6. Помимо прочего, комплектация XR включала дистанционное управление аудиосистемой с задних сидений, систему дистанционного запуска, универсальный домашний пульт, мультифункциональный руль, систему OnStar и информационный центр водителя (DIC).
С 2009 года появился «начальный» уровень XR, комплектовавшийся 17-дюймовыми 10-спицевыми легкосплавными дисками от варианта XE и двигателем 2.4 L LE5 Ecotec, агрегатировавшимся с новой 6-ступенчатой АКП 6T40 с TAPshift. Опционально можно было заказать 3,6-литровый двигатель с технологией VVT и 18-дюймовые легкосплавные диски.

### Aura Green Line

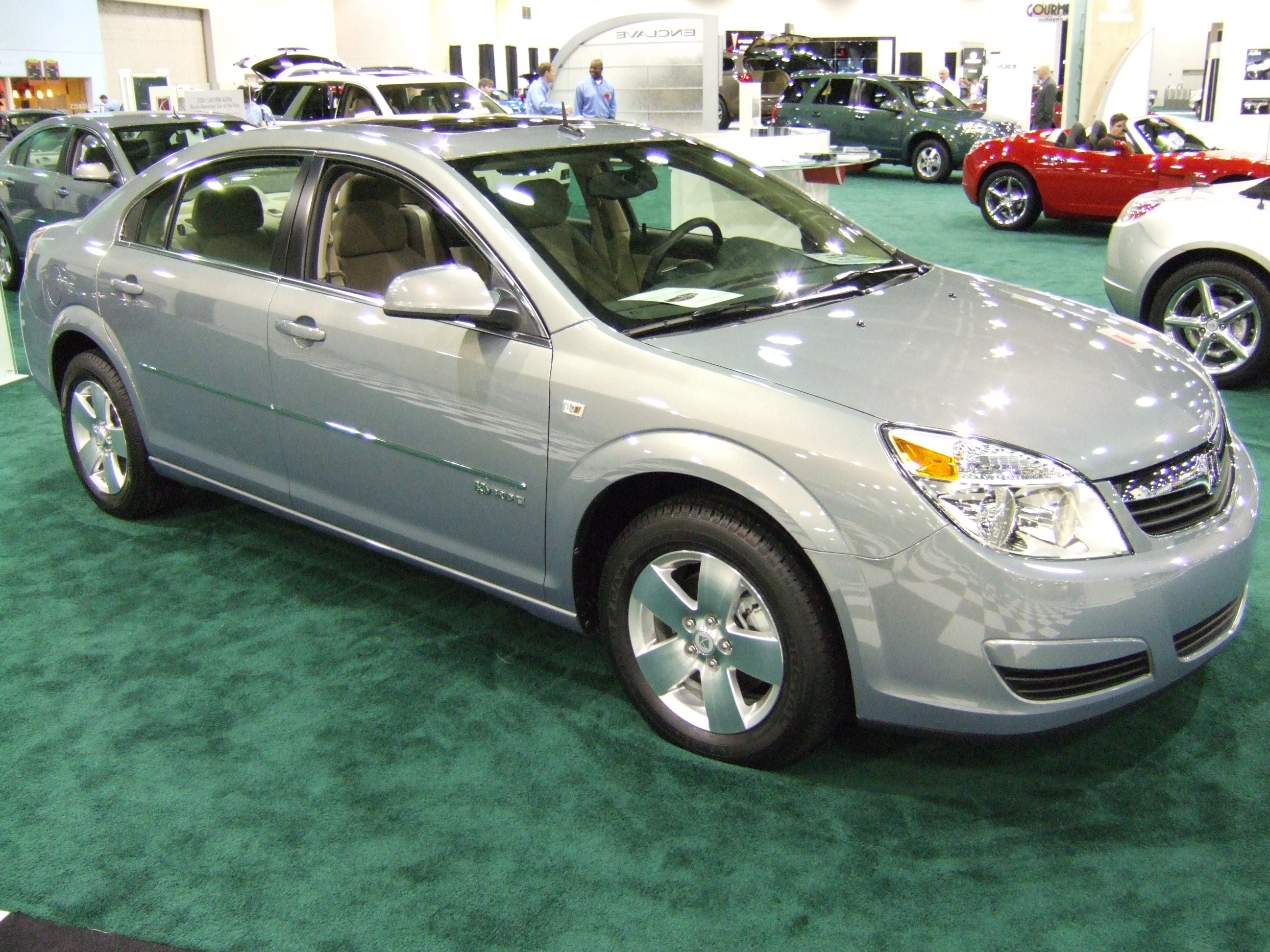
Saturn Aura Green Line, 2007

Экологичная версия модели, Green Line, была представлена в ноябре 2006 года на Лос-Анджелесском автосалоне с заявленной базовой ценой около 23 000 долларов США. Она относилась к классу мягких гибридов, являясь второй подобной моделью в линейке марки после Saturn Vue Green Line, использовавшей генератор переменного тока. Трансмиссия данной версии Aura была с небольшими изменениями заимствована у Vue. Модель производилась с марта 2007 года вплоть до остановки конвейеров Saturn в октябре 2009 года.
Aura Green Line, как и Vue Green Line, поставлялась с 2,4-литровым гибридным (совмещённым с электродвигателем) силовым агрегатом линейки GM Ecotec и четырёхступенчатой АКП 4T45-Е, рассчитанной на 164 л. с. (121 кВт) и 216 Н·м крутящего момента. Электродвигатель подключался к бензиновому при запуске автомобиля и при интенсивном разгоне, а также использовался в системе «старт-стоп», выключая и мгновенно перезапуская основной двигатель при остановках. По оценкам EPA, потребление топлива этой модификацией составляло 9 л/100 км в городе и 6,9 л/100 км на шоссе (для 2007—2008 годов показатели составляли 8,4 и 6,5 л/100 км соответственно), что, по утверждениям Saturn, давало до 30 % экономии по сравнению с версией XE.
Владельцы Saturn Aura Green Line имели право на получение федерального налогового кредита в размере 1300 долларов, а также на другие государственные налоговые кредиты.
В версии последнего, 2010 модельного года GM впервые начала устанавливать новый гибридный Flex-Fuel двигатель — модификацию уже устанавливавшегося 2,4-литрового бензинового LE5. Новый мотор получил код LE9, отличался возможностью работы как на бензине, так и на этаноле E85. Однако он не был доступен для заказа частными лицами, такой вариант исполнения предлагался только правительству и флоту США.
До ликвидации Saturn в GM заявляли, что в планы корпорации входит ввод новой гибридной системы летом 2010 года.

### Aura HCCI
Существовала экспериментальная модификация Saturn Aura с двигателем, работавшим по принципу гомогенного воспламенения топлива (HCCI), сочетающего черты бензинового и дизельного двигателей. Эта технология позволяет повысить эффективность, снизить потребление топлива и вредные выбросы в атмосферу.

## Дизайн

### Экстерьер

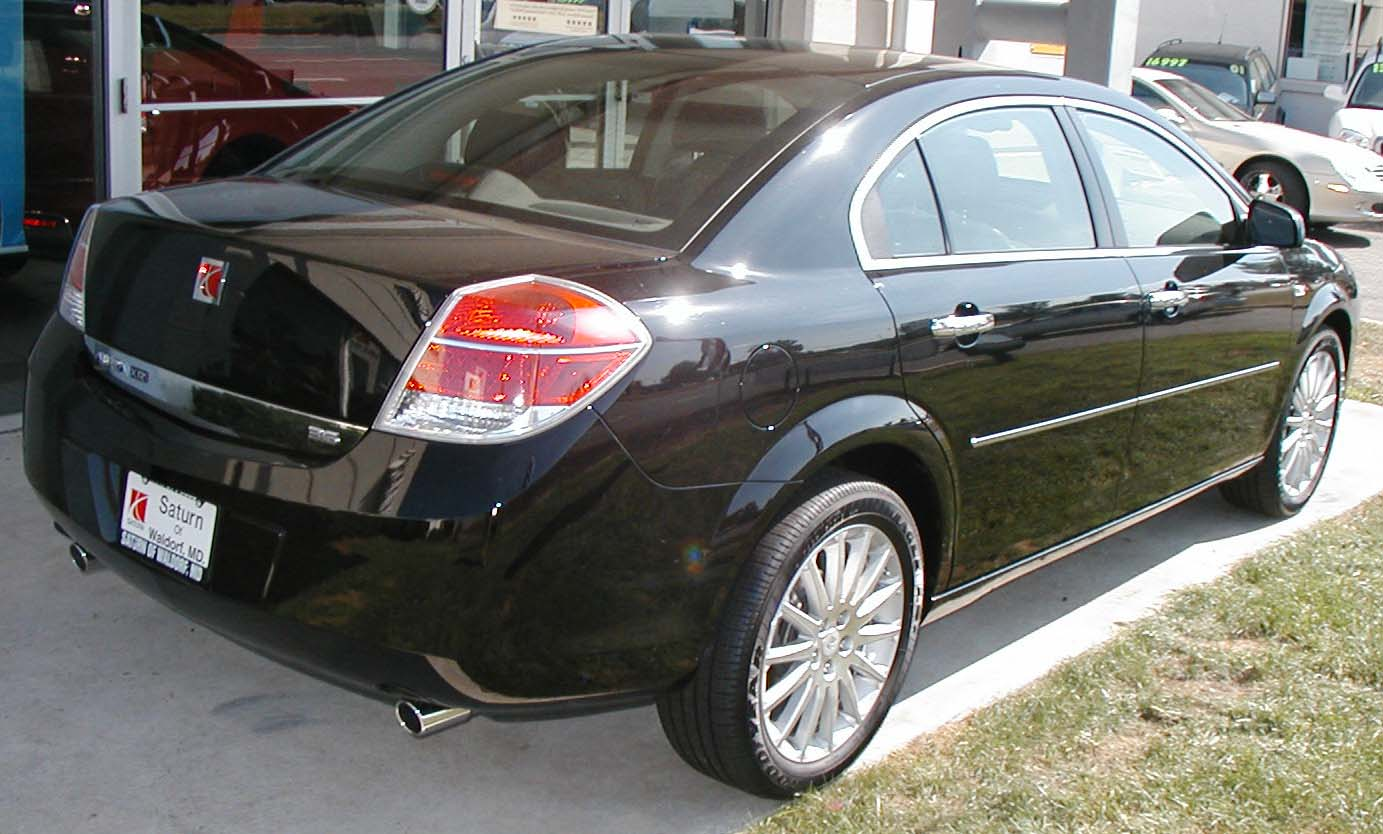
На фото видно, что задняя часть Aura выше передней

На Aura было испробовано новое направление дизайнерского развития Saturn. Внешним видом она сильно напоминала своего европейского соплатформенника Opel Vectra C. Боковые зеркала могли складываться. Ещё одна особенность модели — так называемые боковые габаритные огни, применяющиеся в США вместо обязательных по стандартам Европы повторителей поворотов. Антенна, часто выступающая из автомобиля, здесь скрывалась под задним стеклом. На модель XE ставились 17-дюймовые 5-спицевые колёса и всесезонные шины 225/50R17, в XR применялись уже 18-дюймовые легкосплавные 14-спицевые колёса с шинами Goodyear Eagle LS2 225/50R18. Также в версии XR был доступен пакет хромирования.

### Интерьер

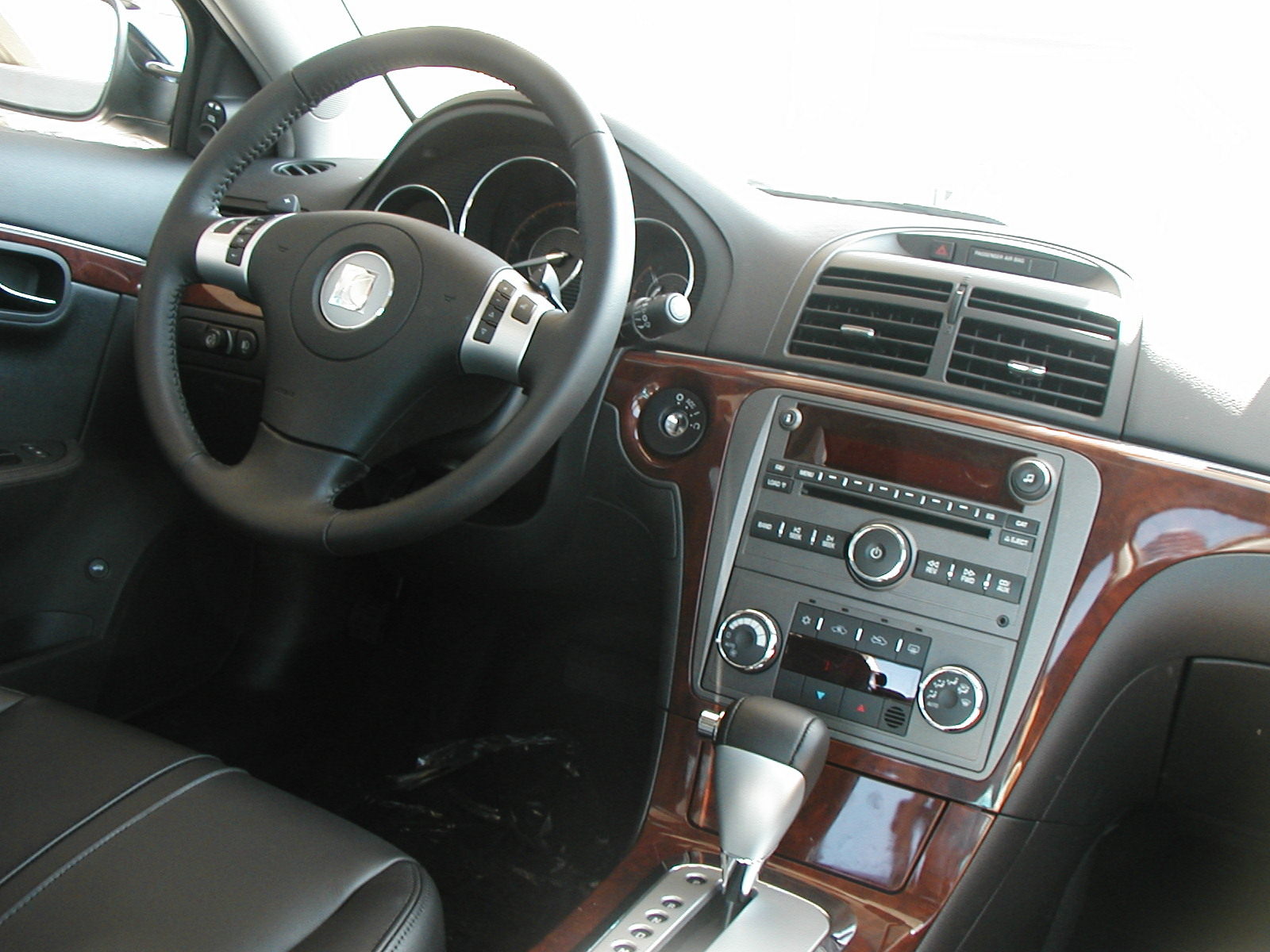
Saturn Aura XR, 2007

Интерьер автомобиля также выдержан в более европейском стиле и сильно отличается от подвергшегося резкой критике Saturn Ion. Более престижная версия XR располагала такими опциями, как управление радиоприёмником с задних сидений и отделка натуральной коричневой кожей. Хотя дизайн и качество сборки удостоились похвал, использование дешёвых материалов в отделке вызвало многочисленные критические отзывы.

## Оценки

### Обзоры
Saturn Aura в целом была благосклонно принята рынком. Её описывали как самый красивый седан, вышедший из стен GM за довольно долгое время. Положительных отзывов заслужила и динамика автомобиля. Модель охарактеризовали как «лучшую из Saturn», чьё качество сборки, отделки и ходовые качества значительно улучшились по сравнению с предшествующими моделями. Другие улучшения включают снижение дорожного шума, что связано с отказом от использования полимерных кузовных панелей, как на предшественниках модели. В дополнение к масштабной звукоизоляции передние стекла были сделаны трёхслойными. Отдельно отмечена невысокая стоимость в своём классе: так, Saturn Aura XE с рядом дополнительных опций обходится дешевле, чем Toyota Camry с V6. Aura заняла четвёртое место из шести в сравнительном тесте «Car and Driver», опередив Chrysler Sebring и Toyota Camry, но уступив Honda Accord. Несмотря на это, модель получила в неформальном сравнительном зачёте первое место. Положительные отзывы вызвали высокое качество сборки салона и его европейский стиль. Высокую оценку дал журнал Consumer Guide. Мнения реальных владельцев Saturn Aura также были позитивными.
Интерьер модели критиковали за дешёвые материалы. Недовольство вызывали руль, слишком большой для некоторых водителей, и (при наличии люка) сниженная высота потолка для задних пассажиров. Были нарекания на высокий уровень шума на неровностях дорожного полотна, на отсутствие задних подлокотников и подголовников, на то, что почти невозможно пользоваться подрулевыми лепестками при активном вождении. В целом, по утверждению Роберта Камберфорда из журнала Automobile, Saturn Aura — хорошая модель, пострадавшая от политики экономии GM.

### Награды
Автомобиль выиграл североамериканскую премию Автомобиль года-2007, после чего Saturn направила копию награды всем клиентам, приобретшим Aura до этого дня. Помимо того, модель стала лауреатом приза Canadian Motoring Television за 2007 год, призёром журналов Motorweek за лучший новый среднеразмерный седан в номинации «Выбор водителя» и World of Wheels за лучший семейный седан в номинации «Выбор редакции».

## Безопасность
Уровень безопасности Saturn Aura для тех лет являлся довольно высоким. Краш-тесты, проведённые наиболее авторитетными организациями США, Национальным управлением безопасностью движения на трассах (NHTSA) и Страховым институтом дорожной безопасности (IIHS), продемонстрировали в целом хорошие результаты.
В оснащение всех версий модели входила система преднатяжителей ремней, шесть подушек безопасности (передние, боковые и «шторки»), системы ABS, TCS и ESC (на моделях 2007—2008 годов ставился опционально), дневные ходовые огни.
IIHS отметило среднюю энергоёмкость бамперов Aura. Полная стоимость ремонта всех распространённых повреждений при столкновениях на небольшой скорости была оценена в 6374 доллара США, что дешевле ремонта соплатформенника Chevrolet Malibu (6646 долл.), но заметно дороже ближайшей по оценке Kia Optima (5735 долл.).

### NHTSA
Автомобиль прошёл краш-тесты NHTSA (без присвоения общего рейтинга безопасности). В результате исследований были получены следующие оценки:
| Лобовое столкновение             | Лобовое столкновение                                                     |
| -------------------------------- | ------------------------------------------------------------------------ |
| Водитель                         | 5 из 5 звёзд · 5 из 5 звёзд · 5 из 5 звёзд · 5 из 5 звёзд · 5 из 5 звёзд |
| Передний пассажир                | 5 из 5 звёзд · 5 из 5 звёзд · 5 из 5 звёзд · 5 из 5 звёзд · 5 из 5 звёзд |
| Боковое столкновение             |                                                                          |
| Боковой удар со стороны водителя | 5 из 5 звёзд · 5 из 5 звёзд · 5 из 5 звёзд · 5 из 5 звёзд · 5 из 5 звёзд |
| Оценка задних сидений            | 5 из 5 звёзд · 5 из 5 звёзд · 5 из 5 звёзд · 5 из 5 звёзд · 5 из 5 звёзд |
| Опрокидывание                    |                                                                          |
| Общая оценка                     | 4 из 5 звёзд · 4 из 5 звёзд · 4 из 5 звёзд · 4 из 5 звёзд · 4 из 5 звёзд |

### IIHS
Испытания IIHS показали, что большинство тестируемых параметров укладываются в диапазон хороших оценок. Заметные нарекания были только к подголовникам и сиденьям (недостаточно продуманная геометрия, низкая защита от динамических перегрузок). Общий звёздный рейтинг также выставлен не был.
| IIHS                                        | IIHS |
| ------------------------------------------- | ---- |
| Фронтальный удар с 40%-м перекрытием        | G    |
| Боковой удар                                | G    |
| Подголовники и сиденья                      | M    |
| Протестированная модель: Saturn Aura (2008) |      |

## Отзыв автомобилей
14 ноября 2011 года NHTSA начало расследование инцидентов с Saturn Aura, связанных с неисправностью АКП. Выяснилось, что проблема заключалась в преждевременном износе защитной оболочки кабеля переключения передач, что приводило к некорректной индикации включённого режима. В агентство поступило несколько сообщений об автомобилях, которые были оставлены в режиме паркинга, но вместо этого пришли в движение или скатились с места, что в одном случае привело к ДТП, в другом водитель получил травмы.
В конечном счёте 21 сентября 2012 года компания General Motors объявила об отзыве 473 841 машины, оборудованной четырёхступенчатой коробкой передач GM 4T45-E и, помимо Aura, включавшей Chevrolet Malibu и Pontiac G6, произведённых с 2007 по 2010 год. Из них 426 240 автомобилей находились в США, 40 029 в Канаде и 7572 были проданы на других рынках.
14 апреля 2014 года концерн отозвал 2,44 млн автомобилей из-за дефекта проводки, который мог привести к некорректной работе или отказу стоп-сигналов, а также к отключению функций безопасности (контроль тяги, контроль устойчивости и т. д.). Кроме собственно Saturn Aura, проблема коснулась Pontiac G6 (2005—2010 годы выпуска), Chevrolet Malibu (2004—2012) и его версии универсала Malibu Maxx (2004—2007).
В общей сложности модель претерпела 6 отзывов.

## Статистика продаж
Модель была относительно успешной, но в 2009 году её продажи резко упали, вероятно, на фоне общего кризиса General Motors и последовавших планов по продаже бренда Saturn группе Penske Corporation, принадлежавшей Роджеру Пенске (сделка сорвалась).
Всего было продано не менее 168 799 Saturn Aura.
| Календарный год | Продажи в США | Продажи в Канаде |
| --------------- | ------------- | ---------------- |
| 2006            | 19 746        | 762              |
| 2007            | 59 964        | 3165             |
| 2008            | 59 380        | 2587             |
| 2009            | 21 395        | 1156             |
| 2010            | 644           | н/д              |
| Всего           | 161 129       | ≥7670            |